# Karl Molitor (Skirennfahrer)
Karl «Moli» Molitor (* 29. Juni 1920 in Wengen; † 25. August 2014 in Grindelwald) war ein Schweizer Skirennfahrer. Der Berner Oberländer ist mit elf Siegen der erfolgreichste Skifahrer in der über 90-jährigen Geschichte des Lauberhornrennens und zweifacher Medaillengewinner der Olympischen Spiele 1948 von St. Moritz.

## Biografie

### Aufstieg und erste Erfolge bis 1939
Karl Molitor kam als Sohn eines Schuhmachers und Inhabers eines Sportfachgeschäftes bereits sehr früh mit dem Skisport in Berührung und zeigte schon in seiner Kindheit grosses Talent für diesen Sport. Im Alter von 13 Jahren machte er als jüngster Teilnehmer am Jungfrau-Sprunglauf auf sich aufmerksam, entschied sich dann aber, sein Hauptaugenmerk doch auf die alpinen Disziplinen Abfahrtslauf und Slalom zu legen. Trotzdem nahm er in seiner Karriere auch immer wieder an Sprungbewerben teil und erzielte dabei so manchen Weitenrekord.
Sein grosses Pech, das er mit vielen Sportlern seiner Generation teilte, war, dass es in den Jahren seiner grössten Leistungsfähigkeit aufgrund des Zweiten Weltkrieges keine internationalen Konkurrenzen gab und auch die Weltmeisterschaften und Olympischen Spiele in diesem Zeitraum ausfielen. Mit 19 Jahren wurde Karl Molitor mit dem Gewinn der Lauberhornabfahrt in der gesamten Schweiz bekannt. Besonders der Umstand, dass er trotz eines Sturzes neun Sekunden vor dem Zweitplatzierten, dem Österreicher Willi Walch, ins Ziel kam, sorgte für besonderes Aufsehen. Erst später wurde bekannt, dass Schüler ihm im Schlussteil der Strecke eine 200 m lange Abkürzung in den Schnee gestampft hatten, die Molitor auch nützte. «So etwas war damals noch möglich, weil die Kontrolltore weit auseinander lagen», erzählte Molitor später in einem Interview und führte weiter aus: «Sie erwies sich aber als so steil und schmal, dass ich nicht bremsen konnte und beim Einbiegen auf die Normalpiste prompt stürzte.»
Ebenfalls 1939 gewann er vor der gesamten Elite aus der Schweiz, Frankreich und Deutschland den Abfahrtslauf von Megève und die zweite Abfahrt beim Arlberg-Kandahar-Rennen in Mürren. Bei den später zur Weltmeisterschaft erhobenen FIS-Rennen im polnischen Zakopane erreichte er hinter den deutschen Stars Hellmut Lantschner und Josef Jennewein den dritten Platz im Abfahrtslauf, wobei ein neuerlicher Sturz eine noch bessere Platzierung unmöglich machte. Im Anschluss an die Weltmeisterschaft gewann Molitor noch den Titel im Abfahrtslauf bei den Schweizer Meisterschaften in Unterwasser.
Seine Grundkondition für den Sport holte sich Molitor im Sommer als Bergführer. Im Winter trainierte er gemeinsam mit den anderen Wengener Skigrössen seiner Zeit, wie Otto von Allmen, Heinz von Allmen, Rudolf Graf und Karl Schlunegger. Der Skisport wurde damals noch auf reiner Amateurbasis betrieben, weshalb die Sportler die Trainingseinheiten an ihre Berufstätigkeit anpassten. Am frühen Morgen lief die Trainingsgruppe um Karl Molitor auf Langlaufski Richtung Mettlenalp und zurück, trainierte im Anschluss noch Slalom und ging danach bis Mittag ihrer beruflichen Tätigkeit nach. Während seine Mannschaftskollegen in den Wintermonaten durchwegs als Skilehrer tätig waren, half Molitor daneben auch noch im elterlichen Sportgeschäft aus. In der Mittagspause ging es aufs Lauberhorn zum Abfahrtstraining, danach wieder an die Arbeit und am späten Nachmittag zum Training auf die Sprungschanze.

### Erfolgsserie in den 1940er Jahren und Olympische Spiele 1948
Durch den Zweiten Weltkrieg wurde das internationale Renngeschehen zunächst stark eingeschränkt und später ganz eingestellt. Für die Schweizer Skifahrer bedeutete dies eine Beschränkung des sportlichen Kräftemessens auf die nationale Konkurrenz. Karl Molitor befand sich in diesen Jahren auf dem Höhepunkt seiner Laufbahn und errang unzählige Siege in Abfahrt, Slalom und in der Alpinen Kombination. 1942 feierte er den Gewinn des Slaloms und des Kombinationswettbewerbes beim Grand Prix in Megève.
Von 1939 bis 1947 wurde er mit sechs Siegen in Abfahrtsläufen, zwei in Slaloms und drei gewonnenen Kombinationswertungen der bis heute erfolgreichste Teilnehmer an den Lauberhornrennen. Bis 1948 gewann er insgesamt acht Schweizer Meistertitel in der Abfahrt (2), im Slalom (3) und in der Kombination (3). Im schwedischen Örnsköldsvik gewann er 1944 das Fare-West-Kandahar-Rennen, danach trainierte er bis 1946 das alpinen Kader des Schweizer Skiverbandes. 1947 verbrachte er zwei Monate in den Vereinigten Staaten und gewann auf seinen «Attenhofer-Ski» die amerikanischen Meisterschaften in Abfahrt, Slalom und Kombination, was ihm auch den Gesamtgewinn der American Ski Championships einbrachte.
Mit 28 Jahren nahm er 1948 an den Olympischen Winterspielen in St. Moritz teil und erfüllte sich den Traum einer olympischen Medaille. Im Abfahrtslauf  errang er zeitgleich mit seinem Landsmann Ralph Olinger die Bronzemedaille hinter Henri Oreiller und Franz Gabl. Seine zweite Medaille holte er sich in der Alpinen Kombination, in der er sich nur dem Sieger Henri Oreiller geschlagen geben musste. Bei den darauf folgenden Meisterschaften des Schweizer Skiverbandes, die ebenfalls in St. Moritz abgehalten wurden, kürte er sich in Slalom und Kombination letztmals zum Schweizer Meister und beendete danach seine aktive Karriere. Abseits des Alpinzirkus blieb er aber noch bis Mitte der 1950er Jahre als gelegentlicher Skispringer aktiv.

## Privat- und Geschäftsleben
Karl Molitor zog sich vorübergehend vom alpinen Skisport zurück und konzentrierte sich gemeinsam mit seiner Frau Antoinette Meyer-Molitor, einer ebenfalls erfolgreichen Skifahrerin, auf sein Privat- und Geschäftsleben. Nachdem er jahrelang neben dem Skisport auch als Bergführer und Skilehrer gearbeitet hatte, übernahm er nun das Sportgeschäft seiner Eltern und wurde Eigentümer einer Skischuhmanufaktur. Nach kurzer Zeit zog es ihn aber bereits wieder zum Sport zurück, und er war von 1951 bis 1972 Mitglied des Abfahrts- und Slalomkomitees des Internationalen Skiverbandes (FIS). 1952 übernahm Molitor auch das Amt des Präsidenten des Skiclubs Wengen und die Funktion des Renndirektors bei den Lauberhornrennen, die er 35 Jahre lang ausübte. Karl Molitor blieb auch in seinen späteren Lebensjahren ein Sportler sondergleichen, spielte Tennis und Hockey, betrieb regelmässig Bergtouren und Schwimmen und erlernte auch noch das Golfspiel, das er zu seinen grössten Hobbys zählte. 1986 übertrug er die Geschäftsführung an seinen Sohn Rico, half aber noch immer im Geschäft aus. Molitor starb am 25. August 2014 im Alter von 94 Jahren im Altersheim in Grindelwald.

## Grösste Erfolge

### Olympische Spiele
- Silbermedaille in der alpinen Kombination in St. Moritz 1948
- Bronzemedaille in der Abfahrt in St. Moritz 1948

### Weltmeisterschaften
- Bronzemedaille in der Abfahrt in Zakopane 1939

### Schweizer Meisterschaften
- 2 × Schweizer Meister in der Abfahrt 1939, 1946
- 3 × Schweizer Meister im Slalom 1942, 1946, 1948
- 3 × Schweizer Meister in der Alpinen Kombination 1945, 1946, 1948

### Lauberhornrennen
- 6 × Sieger in der Abfahrt 1939, 1940, 1942, 1943, 1945, 1947
- 2 × Sieger im Slalom 1940, 1948
- 3 × Sieger in der Alpinen Kombination 1940, 1946, 1948
- 6 × Zweiter Platz 1941 (Slalom), 1942 (Kombination), 1945 (Slalom, Kombination), 1946 (Abfahrt), 1947 (Kombination)
- 3 × Dritter Platz 1939 (Kombination), 1946 (Slalom), 1948 (Abfahrt)

### Sonstige bedeutende Erfolge
- Sieg in der Abfahrt beim Grand Prix von Megève 1939
- Sieg in Slalom und Alpiner Kombination beim Grand Prix von Megève 1942
- Sieger des Fare-West-Kandahar-Rennens in Oernköldsvik 1944
- Disziplinensieger in Abfahrt, Slalom und Kombination bei den American Ski Championships 1947
- Gesamtsieger der American Ski Championships 1947
- 2. Platz im Abfahrtslauf des Arlberg-Kandahar-Rennens in Mürren 1939